# SIG-553
Le Swiss Arms-553, version améliorée du SIG-552, est un fusil d'assaut suisse.

## Description
Il dispose des mêmes caractéristiques que la version de base. Il tire la munition de 5,56 mm OTAN et est disponible en deux longueurs de canons (23 et 31 cm).

## Données techniques
- Communes :
  - Matériaux : tôle emboutie et polymère
  - Fonctionnement: emprunt des gaz et sélecteur de tir
  - Munition : 5,56 mm OTAN
  - Chargeur : 5/10/20/30 coups
  - Cadence de tir théorique : 700 coups par minute

- Avec canon de 23 cm
  - Longueur minimum/maximum : 50/73 cm
  - Masse du FA vide : 3,2 kg

- Avec canon de 31 cm
  - Longueur minimum/maximum : 60/82 cm
  - Masse du FA vide : 3,39 kg

## Utilisateurs connus
Le SIG/Swiss Arms 553 est en usage au sein des Forces spéciales des pays suivants :
- Allemagne : Police fédérale(GSG 9)/régionales (SEK)
- France : Gendarmerie (GIGN), Marine Nationale (Commando marine), Armée de terre (plongeur de combat du génie)
- Inde : Forces armées indiennes
- Malaisie : Force aérienne royale de Malaisie (Forces spéciales de la Force aérienne royale de Malaisie PASKAU (en))
- Suisse : Armée Suisse (DRA10, Éclaireurs parachutistes, grenadiers des forces spéciales (CFS)[1], police militaire)

## Sources
1. ↑  « Grenadier/grenadière », sur Miljobs (consulté le 21 septembre 2024)

Cette notice est issue de la lecture des revues spécialisées de langue française suivantes :
- Cibles (Fr)
- Raids (Fr), Raids HS n° 58